# Sprachatlas von Niederbayern
Der Sprachatlas von Niederbayern (SNiB) stellt die sprachgeographischen Verhältnisse der bairischen Dialekte in Niederbayern dar. Der SNiB ist ein Teilprojekt des Bayerischen Sprachatlasses und wird an der Universität Passau erarbeitet. Er steht in der Tradition der oberdeutschen Kleinraumsprachatlanten, deren Methodik zuerst vom Sprachatlas der deutschen Schweiz entwickelt wurde.

## Methode

### Untersuchungsgebiet
Der Regierungsbezirk Niederbayern umfasste vor der Gebietsreform 907 selbständige Gemeinden, danach waren es noch 258. Das Untersuchungsgebiet wurde in Planquadrate mit 7 km Seitenlänge eingeteilt, aus denen jeweils ein Ort für die Befragung ausgewählt wurde. Für Städte wurde ein reduziertes Stadtfragebuch verwendet.
Zwischen 1991 und 1998 wurden 221 Ortsbefragungen durchgeführt, davon 201 mit dem Hauptfragebuch, acht mit dem Stadtfragebuch und zwölf Ortsaufnahmen mit einem Kurzfragebuch.

### Fragebuch und Befragung
In der Vorbereitungsphase 1989 bis 1991 wurden Probebefragungen durchgeführt, deren Ergebnisse wurden in das Hauptfragebuch eingearbeitet. Das Fragebuch ist nach Sachgebieten eingeteilt, z. B.: Das Vieh und seine Pflege, Heuernte, Ackerbau, Wagen, Holz, Das Wetter. Insgesamt umfasst das Fragebuch 2325 Einzelfragen.
Die Antworten wurden in einer differenzierten Lautschrift (Teuthonista) mitgeschrieben, die die Feinheiten der Aussprache exakt festhält.
In den Orten, in denen früher oder noch immer das Glasmacherhandwerk Tradition hat, wurde mit einem eigenen Fragebuch nach dem Glasmacher-Fachwortschatz gefragt.

## Publikation
Etwa die Hälfte des gesammelten Materials wird in Atlasform aufbereitet und publiziert. Erschienen sind inzwischen alle sieben Bände.
- Band 1: H.-W. Eroms, B. Röder, R. Spannbauer-Pollmann: Einführungsband mit Syntaxauswertung. Winter, Heidelberg 2006
- Band 2: R. Spannbauer-Pollmann: Wortgeographie I: Der Mensch und sein Umfeld. Winter, Heidelberg 2003
- Band 3: S. Ritt-Stadler, R. Spannbauer-Pollmann: Lautgeographie: Vokalismus. Winter, Heidelberg 2010
- Band 4: E. Holzer: Lautgeographie: Konsonantismus. Winter, Heidelberg 2005
- Band 5: G. Koch: Formengeographie I: Verbum. Winter, Heidelberg 2007
- Band 6: A. Dicklberger: Wortgeographie II: Zugtiere, Transportmittel, Wald und Holz. Winter, Heidelberg 2006
- Band 7: G. Meier: Formengeographie: Nomen. Winter, Heidelberg 2008

## Nebenprojekte

### Syntax
In diesem Nebenprojekt wurde die sprachgeographischen Verhältnisse in der Syntax erforscht. Bei jeder zweiten Ortsaufnahme wurde die Syntax abgefragt. Eine Auswertung und Kartierung zu den 13 dokumentierten grammatikalischen Phänomenen wird im Einführungsband zum Sprachatlas von Niederbayern publiziert.

### Wörterbuch von Niederbayern
Ein weiteres Nebenprojekt ist das geplante Wörterbuch von Niederbayern, in dem eine Auswahl aus dem erhobenen Wortschatz geboten werden soll, v. a. auch solche Ausdrücke, die während der Erhebungen zum Sprachatlas zusätzlich aufgeschrieben wurden, also Ausdrücke, die im Fragebuch selber nicht enthalten waren.

### Der Sprechende Sprachatlas von Niederbayern
Bei diesem Nebenprojekt handelt es sich um einen akustischen Sprachatlas, für den an 207 Orten digitale Tonbandaufnahmen mit einem 720 Fragen umfassenden Fragebogen durchgeführt wurden. Daraus wurden für die erste Version des Sprechenden SNiB 110 Ausdrücke ausgewählt. Der Sprechende SNiB wurde 2004 auf einer CD publiziert.
- kurzer Einblick in den "Sprechenden Sprachatlas von Niederbayern"

### Orts- und Flurnamenforschung
Im Raum Niederbayern fehlt bislang eine systematische, flächendeckende Erhebung der Orts- und Flurnamen. Bisher existieren nur einzelne Ortsuntersuchungen. In einem zweijährigen Projekt, das von der EU und der Universität Passau finanziert wird, wird die dialektale Aussprache von Orts-, Flur-, Gewässer- und auch Hausnamen in Tondokumenten in den Landkreisen Freyung-Grafenau und Regen sowie im angrenzenden Böhmerwald gesammelt.
- kurzer Einblick in den "Sprechenden Sprachatlas für den Bayerischer Wald und Böhmerwald"